# بانک فدرال رزرو کلیولند
بانک فدرال رزرو شیکاگو (به انگلیسی: Federal Reserve Bank of Cleveland) یکی از ۱۲ شعبهٔ فدرال رزرو ایالات متحده آمریکا است و در شهر کلیولند قرار دارد.
این بانک مناطقی از ۴ ایالت اوهایو، ویرجینیای باختری، پنسیلوانیا، و کنتاکی را پوشش می‌دهد.